# ショット (ガラス製造業)

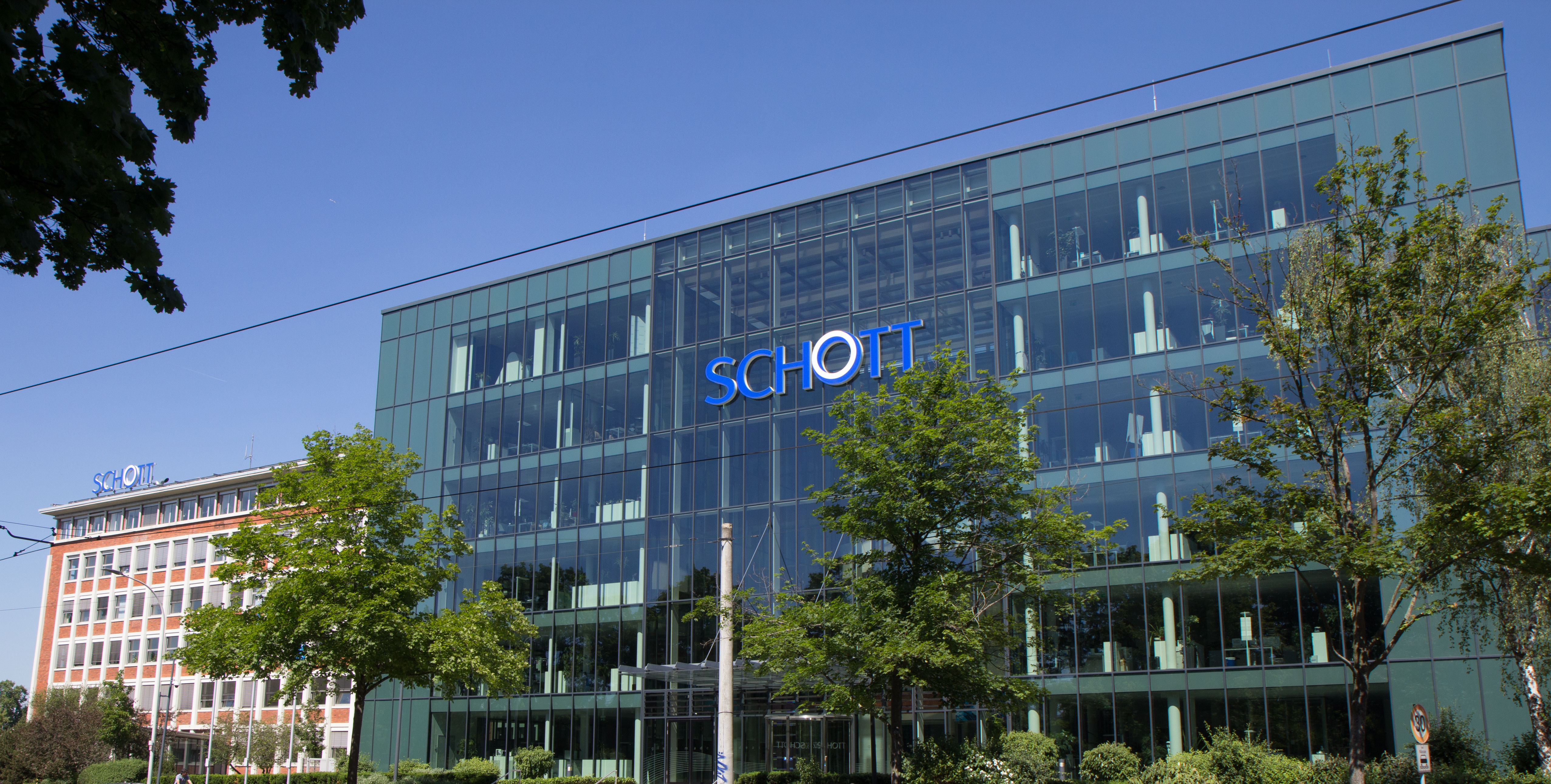
SCHOTT AG, Mainz

ショット（Schott AG ）は、ドイツ・マインツに本社を置く、光ファイバーや平面ディスプレイなどの産業用ガラスのメーカーである。
カタログは他社でも標準規格として使用されている。写真愛好家の間ではカール・ツァイス、シュナイダー・クロイツナッハにレンズ用ガラスを供給していることで知られており、日本ではリンナイがガラストップコンロのガラスにショット社製のガラスを採用していることでも知られている。
反射望遠鏡に使用される鏡用硝子材として知られるゼロデュアはショットの商標である。

## 歴史
- 1884年 - イェーナでGlastechnisches Laboratorium Schott & Genossenとしてオットー・ショット、エルンスト・アッベ、カール・ツァイス、およびカール・ツァイスの息子ローデリッヒ・ツァイス (Roderich Zeiss) によって設立された。会社は後にJenaer Glaswerk Schott & Genossenに社名を変更した。
- 1936年 - 世界最初のテレビ受像機のブラウン管用ガラスを製作。
- 1948年 - イェーナの本社は東ドイツ政府によって国営化されJena Glaswerke VEBとなった。
- 1952年 - 西ドイツではマインツにおいて再建されSchott Glaswerke AGとなった。
- 1968年 - ほとんど熱による変形がないゼロデュアを発明。
- 1993年 - 厚さ0.03mmのガラスを製作。
- 1995年 - Schott Glaswerke AG とJena Glaswerke VEBが合併。